# Сфагновые болота

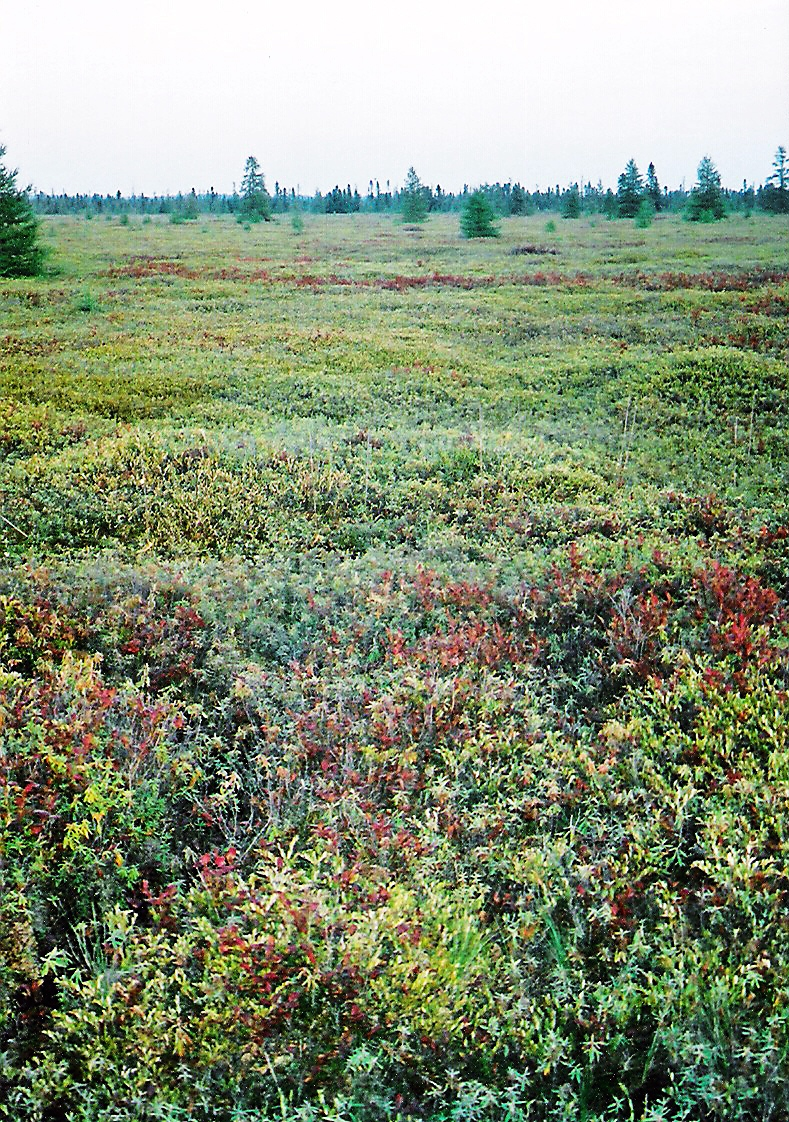
Большое охраняемое сфагновое болото близ Оттавы, Канада

Сфа́гновые боло́та — разновидность водно-болотных угодий, обычно верховых болот, преобладающая в умеренных широтах лесной и лесотундровой зон.
Сфагновые болота формируются во влажных низменностях и покрыты толстым покровом мхов рода Сфагнум (Sphagnum). Под слоем мха находятся в основном кислые бескислородные воды.
Во́ды в сфагновых болотах кислые, бедные питательными веществами и с пониженным содержанием кислорода, что создаёт условия, которые несовместимы с нормальными условиями жизни большинства живых существ, в том числе и бактерий распада. Такие условия препятствуют разложению упавших деревьев, пыльцы и других органических веществ, которые могут оставаться под поверхностью болота на протяжении тысяч лет.
Сфагновые болота часто выпуклой формы, так как сфагнумы лучше растут в центре болота, где слабее минерализация воды.
Болота находятся под угрозой исчезновения из-за освоения земель, изменения водного обмена и загрязнения сточными водами.

## Флора
Флора сфагновых болот представлена травянистыми растениями и низкими кустарниками, особенно семейства Вересковые: клюква крупноплодная (растение не типично для европейских болот), хамедафне обыкновенная, багульник болотный, подбел, голубика, а также саррацения пурпурная, аретуза клубневая (Arethusa bulbosa), видами рода росянка (Drosera), Carex oligosperma, пушица, марьянник луговой (обычен для болот средней полосы России).

## Фауна
Среди видов фауны сфагновых болот встречаются такие, как Pseudophryne corroboree и Pseudophryne pengilleyi (австралийские ложные жабы).